# David Easton
David Easton, född 24 juni 1917 i Toronto, Ontario, död 19 juli 2014 i Tulsa, Oklahoma, var en amerikansk statsvetare av kanadensisk härkomst. Han var professor i statsvetenskap vid University of Chicago.

## Biografi
David Easton föddes år 1917 i Toronto. År 1947 avlade han doktorsexamen vid Harvard University. Easton utnämndes 1955 till professor vid University of Chicago. I sitt forskningsarbete var Easton särskilt inriktad på att utforma en metod för att förstå hur politiska system fungerar.